# Xinzhai, Shandong
Xinzhai (kinesiska: 辛寨镇, 辛寨) är en köping i Kina. Den ligger i provinsen Shandong, i den östra delen av landet, omkring 54 kilometer väster om provinshuvudstaden Jinan.
Genomsnittlig årsnederbörd är 800 millimeter. Den regnigaste månaden är juli, med i genomsnitt 287 mm nederbörd, och den torraste är januari, med 5 mm nederbörd.